# Turbofán

Esquema de funcionamiento de un turbofán de alto índice de derivación.

Los motores de aviación tipo turbofán (en inglés turbofan) o turboventilador son una generación de motores de reacción que ha reemplazado a los turborreactores. También se suelen llamar turborreactores de doble flujo.
Se caracterizan por disponer de un ventilador en la parte frontal del motor. El aire entrante se divide en dos caminos: flujo de aire primario y flujo secundario o flujo derivado. El flujo primario penetra al núcleo del motor —compresores y turbinas— y el flujo secundario se deriva a un conducto anular exterior y concéntrico con el núcleo. Los turbofanes tienen varias ventajas respecto a los turborreactores: consumen menos combustible, lo que los hace más económicos, producen menor contaminación y reducen el ruido ambiental.
El índice de derivación, también llamado relación de derivación, es el cociente de la masa del flujo secundario entre la del primario. Se obtiene dividiendo las secciones transversales de entrada a sus respectivos conductos.
En aviones civiles suele interesar mantener índices de derivación altos ya que disminuyen el ruido, la contaminación, el consumo específico de combustible y aumentan el rendimiento. Sin embargo, aumentar el flujo secundario reduce el empuje específico a velocidades cercanas o superiores a las del sonido, por lo que para aeronaves militares supersónicas se utilizan motores turbofán de bajo índice de derivación.
El turbofán más potente actualmente es el General Electric GE90-115B con 512 kN de empuje.

## Clasificación

### Turbofán de bajo índice de derivación

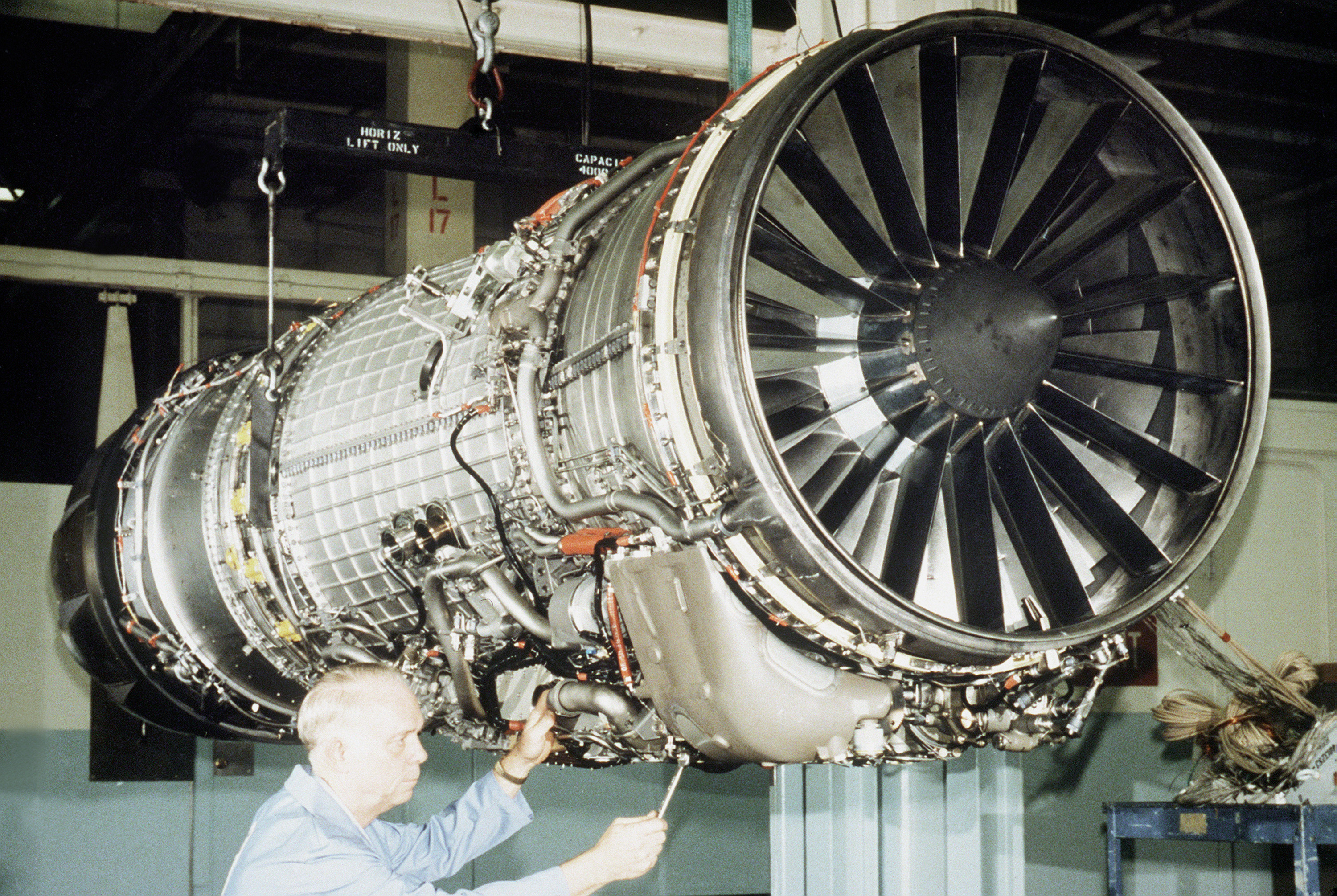
General Electric F110, ejemplo de turbofán de bajo índice de derivación, usado en aviones de combate.

Su índice de derivación está entre 0,2 y 2. Fue el primero en desarrollarse y fue ampliamente utilizado en la aviación civil hasta que se sustituyó por los de alta derivación. Es habitual que exista un carenado a lo largo de todo el conducto del flujo secundario hasta la tobera del motor. Operan de forma óptima entre Mach 1 y Mach 2, por lo que en la actualidad se utilizan principalmente en aviación militar. Sin embargo, algunas aeronaves comerciales siguen haciendo uso de ellos, como el MD-83 con el Pratt & Whitney JT8D y el Fokker 100 con el Rolls-Royce Tay.

### Turbofán de alto índice de derivación

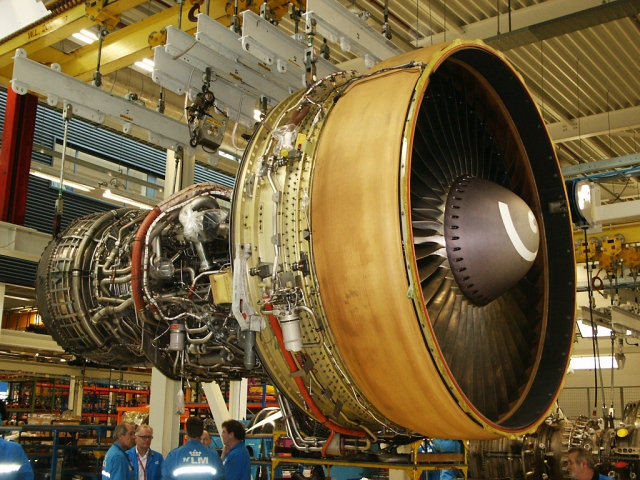
General Electric CF6, ejemplo de turbofán de alto índice de derivación, usado en aviones comerciales.

Poseen un índice de derivación considerablemente superior (mayor que 5). Estos motores representan una generación más moderna, especialmente usados en aeronaves civiles. La mayor parte del empuje, alrededor de un 80 %, proviene del primer compresor o ventilador, que tiene una función básicamente propulsiva, similar a una hélice. Está situado en la parte delantera del motor y movido por un eje conectado a la última etapa de la turbina. El restante 20 % de la fuerza impulsora proviene de los gases de escape de la tobera. Los más recientes tienen un índice de derivación en torno a 10, como los que usan el Boeing 787 o el Airbus 380.
En motores con relaciones de derivación muy altas, sobre todo junto a relaciones de compresión también elevadas, aparecen problemas de diseño debido a que el ventilador debe girar a una velocidad muy inferior a los compresores y turbinas de alta presión. Por este motivo, suelen incorporar dos ejes concéntricos que permiten ajustar las velocidades de rotación de forma independiente.

### Propfan

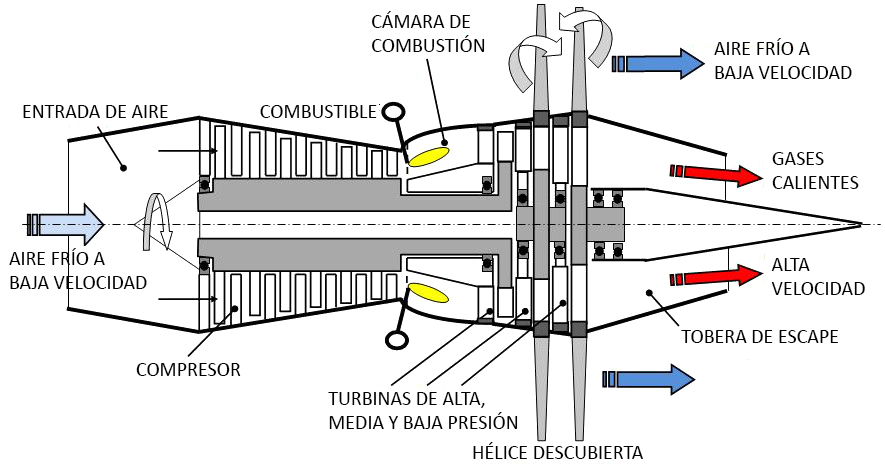
Diagrama de funcionamiento de un motor propfan.

El motor propfan, también llamado unducted fan o turbofán de ultraalto índice de derivación (UHB, del inglés ultra-high-bypass turbofan), es una mezcla entre un turbofán y un turbohélice. Consiste en un turbofán con una hélice descubierta acoplada a la turbina. Este diseño pretende ofrecer la velocidad de un turbofán junto con la eficiencia de un turbohélice.
Pese a que fue planteado durante la crisis del petróleo de 1979 como una alternativa económica a los motores de la época, no terminó de convencer entre los fabricantes debido al ruido que emitían, las fuertes vibraciones que producen fatiga del fuselaje y el peligro que conlleva el uso de hélices al descubierto, especialmente en caso de desprendimiento.
En los últimos años está volviendo a recuperar cierto interés; General Electric se está planteando equipar al Cessna Citation con estos motores e incluso se baraja la posibilidad de probarlos con prototipos posteriores al Boeing 787 y al Airbus A350.

## Componentes
- Entrada de aire: es la primera etapa del proceso de propulsión. Suele ser una abertura circular y lisa por donde se recoge el aire.
- Ventilador: situado al frente del motor, es un compresor de mayor tamaño que los demás, lo que permite dividir el aire entrante en dos flujos. La corriente primaria pasa a través de los compresores de baja y alta presión.[7]
- Compresores: con un diseño similar al ventilador frontal pero más pequeños, su función es aumentar la presión del aire antes de entrar en la cámara de combustión. Se suelen utilizar compresores de baja y alta presión que giran alrededor de ejes concéntricos, lo que permite ajustar la velocidad de rotación en cada etapa para incrementar el rendimiento.
- Cámara de combustión: con una forma circular, es el lugar donde el aire presurizado se mezcla con el combustible y se quema. El resultado de esta combustión son gases de escape calientes que mueven las turbinas.
- Turbinas: el aire caliente que sale de la cámara pasa a través de los álabes de varias turbinas, haciendo girar los ejes que mueven los compresores y el ventilador. En los motores de bajo índice de derivación el compresor de baja presión y el ventilador se mueven mediante un mismo eje, mientras que en los de índice alto se dispone de un eje para cada componente: ventilador, compresores de baja presión y compresores de alta presión.
- Tobera: es un pequeño orificio situado en la parte posterior del motor. Las estrechas paredes de la tobera fuerzan al aire a acelerarse, produciendo empuje debido al principio de acción y reacción. En general, un aumento en la relación de derivación trae como consecuencia una menor participación de la tobera en el empuje total del motor.
- Conducto del flujo secundario: rodea concéntricamente al núcleo del motor. Sus paredes interna y externa están cuidadosamente perfiladas para minimizar la pérdida de energía del flujo secundario de aire y optimizar su mezcla con el escape del flujo primario.

## Sistemas

### Sistema antihielo
Cuando el avión vuela en una atmósfera húmeda y a una temperatura próxima al punto de congelación del agua, esta humedad se deposita en las superficies del avión en forma de hielo. Esto perturba el flujo de aire debido a la generación de vórtices, desequilibra la aeronave, produce vibraciones y facilita la entrada en pérdida.
Los turbofanes están equipados con un sistema que elimina el hielo acumulado (deshielo) e impide su formación (antihielo). Ambas funciones se realizan mediante el sangrado de aire caliente del compresor, es decir, se desvía a otras partes del motor o del resto del avión (para renovación del aire interior y presurización de la cabina). Los componentes situados detrás del ventilador se van calentando durante la operación normal del motor, de modo que el hielo solo se acumula a velocidades de rotación bajas y no es necesario deshelarlo. Por ello, el aire del sangrado se conduce hasta la entrada de aire y otros puntos susceptibles de sufrir congelación, generalmente el ventilador.

#### Incidente del TACA 110
El vuelo 110 de TACA fue un vuelo regular comercial internacional operado por TACA Airlines, que viajaba de Belice a Nueva Orleans. El 24 de mayo de 1988, se topó con fuertes precipitaciones, granizo y turbulencias. A 16 500 pies (5029,2 m), y a pesar de haber configurado correctamente ambos motores, estos se apagaron, dejando al avión planeando y sin potencia eléctrica alguna. Se apeló a la unidad de potencia auxiliar cuando el avión pasaba a 10 500 pies (3200.4 m), restaurando la potencia eléctrica, y los pilotos lograron efectuar un increíble aterrizaje de emergencia satisfactorio sin motores en la Instalación de Montaje de Michoud de la NASA en Nueva Orleans. No hubo heridos y la aeronave terminó sin el menor rasguño; salvo el daño en los motores causado por la ingestión de granizo, y el sobrecalentamiento de su motor del lado derecho (número 2). 
El incidente del TACA 110 sirvió para un rediseño de los motores y el desarrollo de sistemas FADEC (siglas del inglés full authority digital engine control). De esta forma se prevé que similares condiciones meteorológicas no producirán una salida de servicio de los impulsores.

### Sistema de arranque
Cuando el motor está parado en tierra, necesita una fuente externa de alimentación para que el compresor empiece a rotar y el combustible le proporcione la energía que necesita. Si el combustible se quemase en un motor sin rotación, este se encharcaría y no produciría ningún flujo significativo.
Para evitar esto, se monta un motor de arranque neumático en la caja accesoria que se alimenta con aire procedente de otro motor, de la APU o desde tierra. También existen motores de arranque eléctricos, menos habituales debido a su elevado peso.
El flujo de combustible se controla cuidadosamente para adaptarse a la baja eficiencia del compresor a bajas revoluciones y se realizan sangrados hasta que adquiere una velocidad autosostenible. Durante este proceso es posible que el motor parezca no estar acelerando en absoluto. Una vez alcanzada esta velocidad, se desacopla el motor de arranque para evitar daños por operación prolongada.

## Consideraciones ecológicas
La incorporación de los turbofán en los aviones modernos es un gran avance para el equilibrio ecológico de los mismos, debido a que utilizan como combustible JET A 1, un desarrollo mucho más ecológico que el JP 1 utilizado en los turborreactores. La capacidad de los motores turbofán es mucho mayor utilizando un menor porcentaje de combustible. El compresor toma un 100 % de aire para comprimir dividido en dos partes: una de ellas pasa directamente al sector de carburación y turbinas y un 30 % que será comprimido, combinado con el combustible para generar la carburación necesaria eliminando en el escape un 100 % de aire caliente que impulsará al avión. Por lo tanto, del aire caliente que se expulsa solo el 30 % ha sido mezclado con combustible.